# Liste der Auslandsvertretungen des Niger

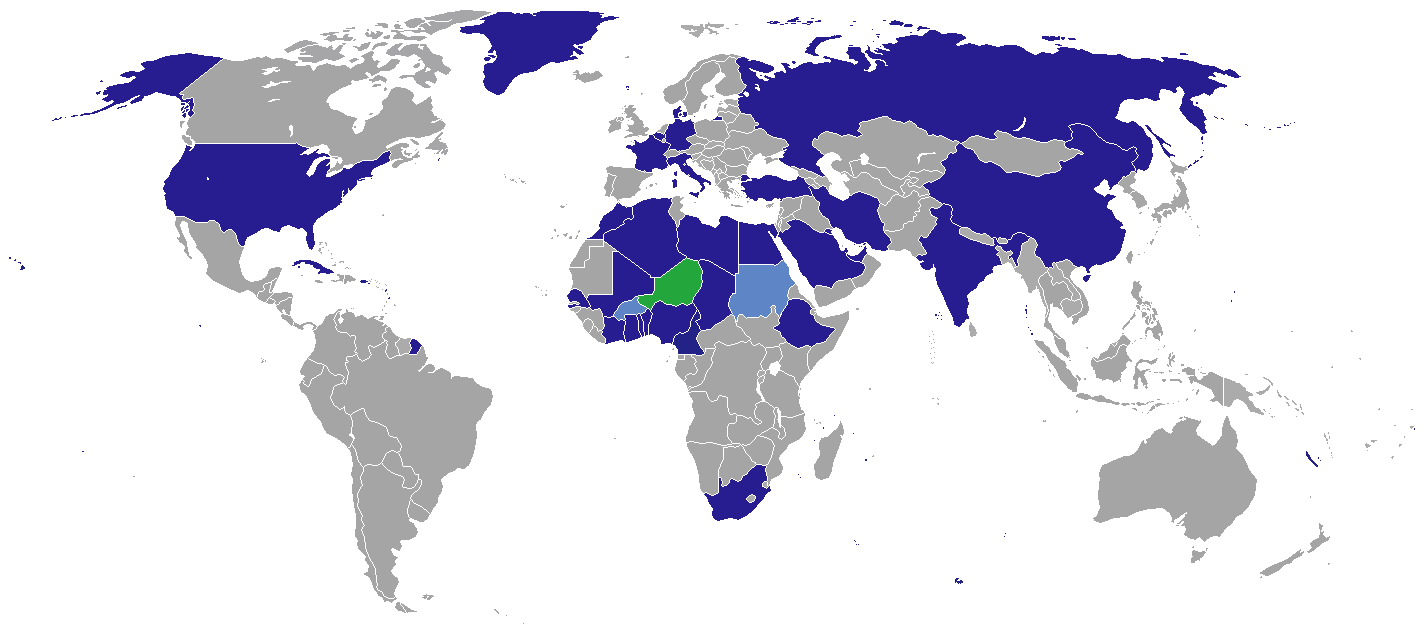
Standorte der diplomatischen Vertretungen des Niger

Dies ist eine Liste der diplomatischen und konsularischen Vertretungen des Niger.

## Diplomatische und konsularische Vertretungen

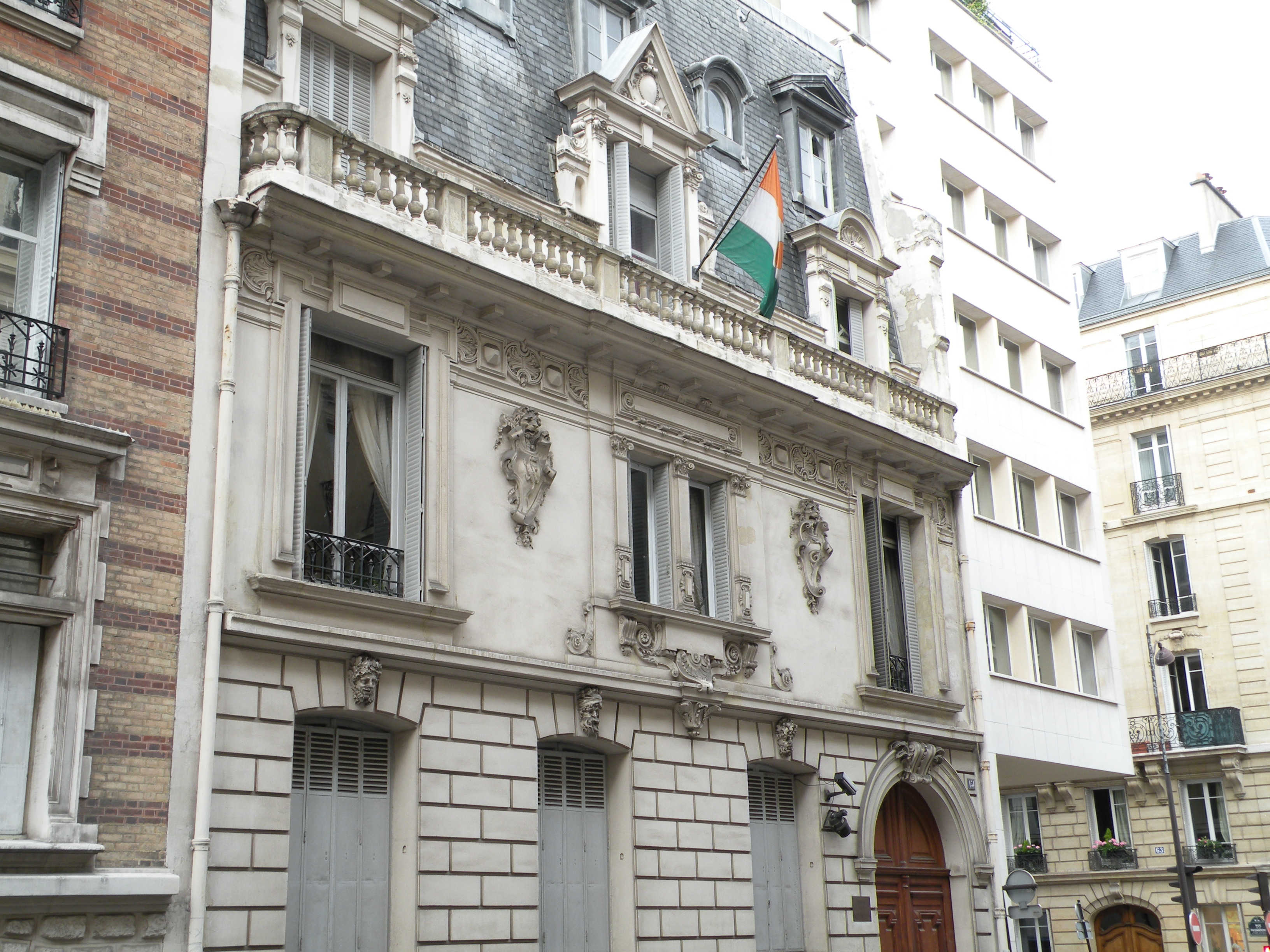
Botschaft der Republik Niger in Paris

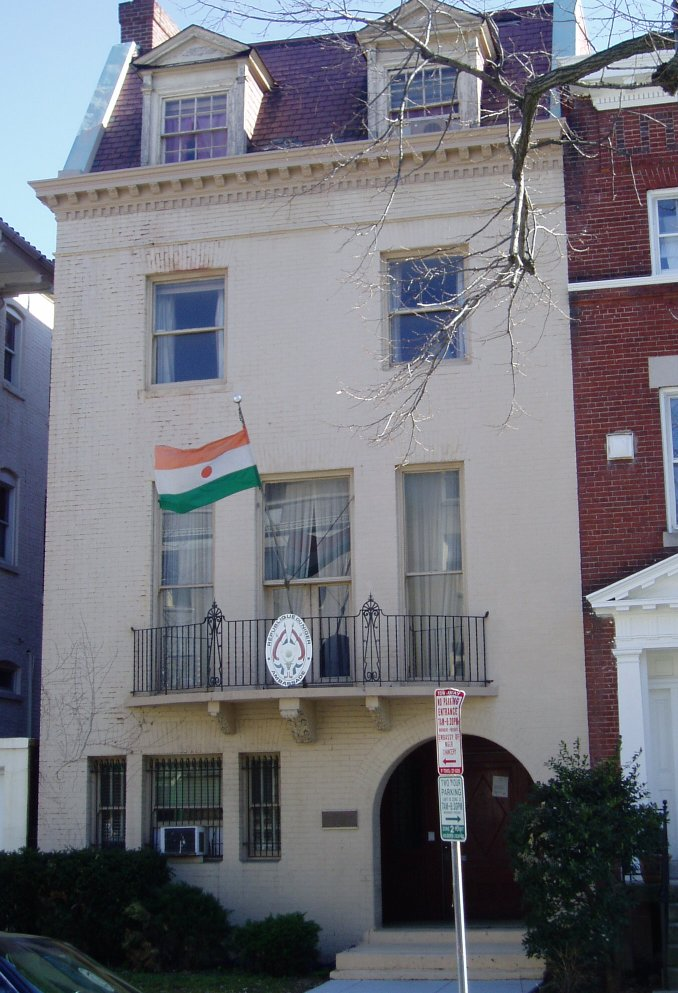
Botschaft der Republik Niger in Washington, D.C.

### Afrika
| - Ägypten: Kairo, Botschaft - Algerien: Algier, Botschaft - Algerien: Tamanrasset, Konsulat - Äthiopien: Addis Abeba, Botschaft - Benin: Cotonou, Botschaft - Burkina Faso: Ouagadougou, Generalkonsulat - Elfenbeinküste: Abidjan, Botschaft - Ghana: Accra, Botschaft - Kamerun: Yaoundé, Botschaft - Libyen: Tripolis, Botschaft | - Libyen: Sabha, Konsulat - Marokko: Rabat, Botschaft - Nigeria: Abuja, Botschaft - Nigeria: Kano, Konsulat - Senegal: Dakar, Botschaft - Südafrika: Pretoria, Botschaft - Sudan: Khartum, Generalkonsulat - Togo: Lomé, Botschaft |

### Amerika
- Kuba: Havanna, Botschaft
- Vereinigte Staaten: Washington, D.C., Botschaft

### Asien
| - Volksrepublik China: Peking, Botschaft - Indien: Neu-Delhi, Botschaft - Kuwait: Kuwait, Botschaft - Katar: Doha, Botschaft | - Saudi-Arabien: Riad, Botschaft - Saudi-Arabien: Dschidda, Konsulat - Vereinigte Arabische Emirate: Abu Dhabi, Botschaft - Vereinigte Arabische Emirate: Dubai, Konsulat |

### Europa
| - Belgien: Brüssel, Botschaft - Dänemark: Kopenhagen, Botschaft - Deutschland: Berlin, Botschaft - Frankreich: Paris, Botschaft | - Italien: Rom, Botschaft - Türkei: Ankara, Botschaft |

## Vertretungen bei internationalen Organisationen
- Vereinte Nationen: New York, Delegation
- Vereinte Nationen: Genf, Delegation
- UNESCO: Paris, Delegation